# Эрувиль-Сен-Клер
Эруви́ль-Сен-Клер (фр. Hérouville-Saint-Clair) — коммуна во Франции, находится в регионе Нормандия, департамент Кальвадос, округ Кан, центр одноимённого кантона. Пригород Кана, примыкает к нему с северо-востока, на левом берегу канала Кан, связывающего центр региона с морским побережьем. Второй по численности населения город департамента Кальвадос.
Население (2018) — 22 638 человек.

## История
Жизнь небольшой деревни в окрестностях Кана изменилась с 50-х годов XX века, когда был разработан план строительства новых жилищных массивов в окрестностях столицы департамента. С 1960 по 1975 годы население Эрувиля выросло в 20 раз, что стало самым высоким темпом роста населения во Франции. Значительную часть населения нового города составили выходцы из стран Африки и Южной Европы, что создает в настоящее время определённые социальные проблемы.

## Достопримечательности
- Часовня «Маленький Лурд» (Petit Lourdes), реконструкция аналогичного сооружения в Лурде
- Шато де Борегар с прилегающим парком
- Церковь Святого Клера (Saint-Clair) XI—XII веков в романском стиле
- Мечеть постройки 2011 года
- Театр Comédie de Caen

## Экономика
На территории коммуны, между каналом Кан и левым берегом реки Орн, находится часть крупной промышленной зоны, в которой расположены промышленные производства корпорации Renault Trucks. К северу от этой зоны располагается один из крупнейших торговых портов Франции Кан-Уистреам.
Структура занятости населения:
- сельское хозяйство — 0,1 %
- промышленность — 15,2 %
- строительство — 2,4 %
- торговля, транспорт и сфера услуг — 51,2 %
- государственные и муниципальные службы — 31,0 %.

Уровень безработицы (2017) — 19,9 % (Франция в целом — 13,4 %, департамент Кальвадос — 12,5 %). 

Среднегодовой доход на 1 человека, евро (2018) — 17 950 (Франция в целом — 21 730, департамент Кальвадос — 21 490).

## Демография
Динамика численности населения, чел.

## Администрация
Пост мэра Эрувиль-Сен-Клера с 2001 года занимает член партии Демократическое движение Родольф Тома (Rodolphe Thomas). На муниципальных выборах 2020 года возглавляемый им центристский список победил в 1-м туре, получив 60,18 % голосов.
| Период | Период | Фамилия       | Партия                                                  | Примечания |
| ------ | ------ | ------------- | ------------------------------------------------------- | --- |
| 1971   | 2001   | Франсуа Жендр | Социалистическая партия                                 | адвокат, член Генерального совета департамента, член Регионального совета Верхней Нормандии                                              |
| 2001   |        | Родольф Тома  | Союз за французскую демократию Демократическое движение | коммерсант, член Генерального совета департамента, вице-президент Регионального совета Нормандии, депутат Национального собрания Франции |

## Города-побратимы
- : Гарбсен, Германия
- : Афир, Марокко
- : Тихвин, Россия
- : Аньям-Голи, Сенегал

## Культура
В городе ежегодно проходят карнавал, фестиваль мультфильмов Des Planches et des Vaches и музыкальный фестиваль Beauregard.

## Галерея

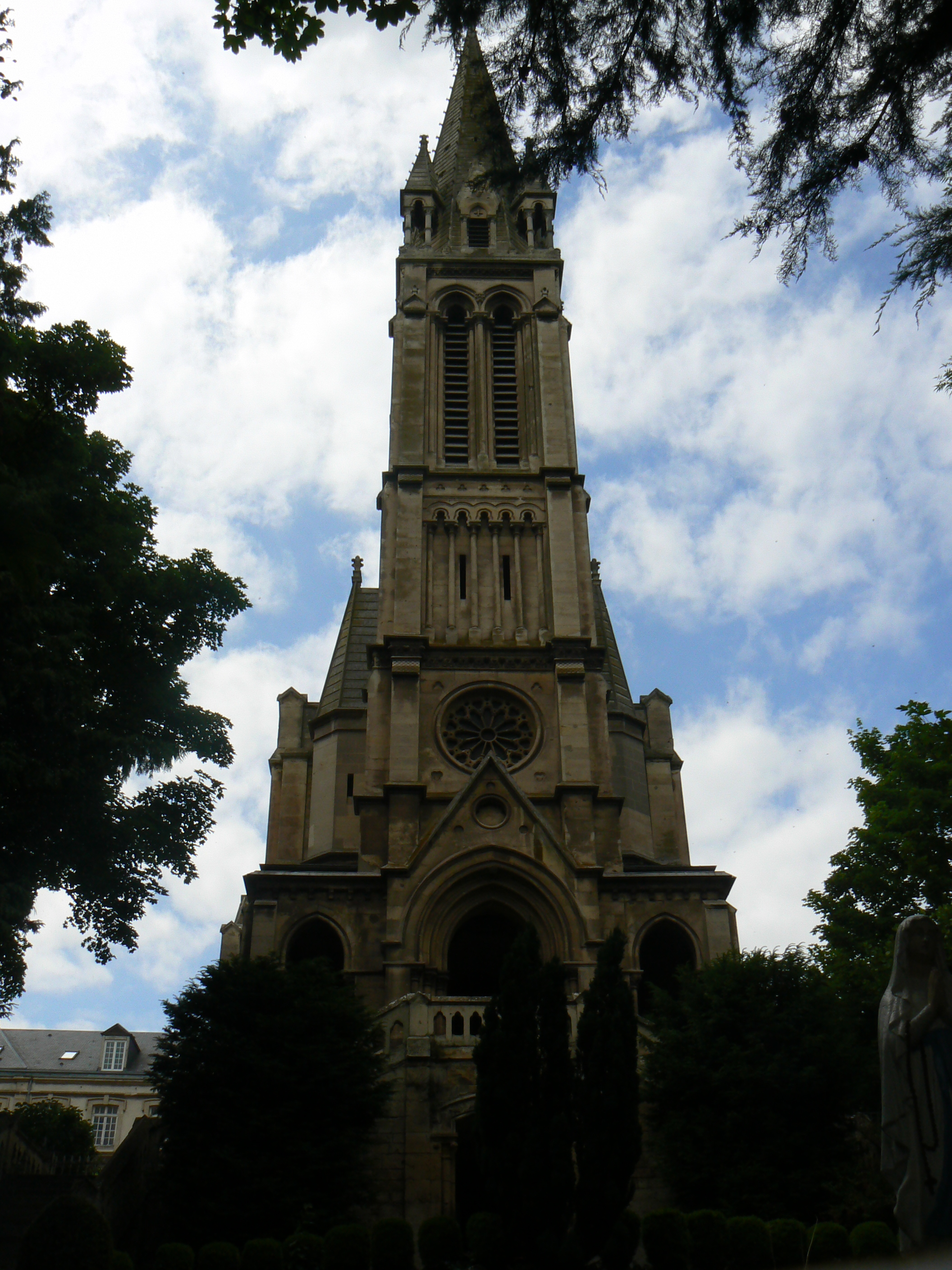
Маленький Лурд
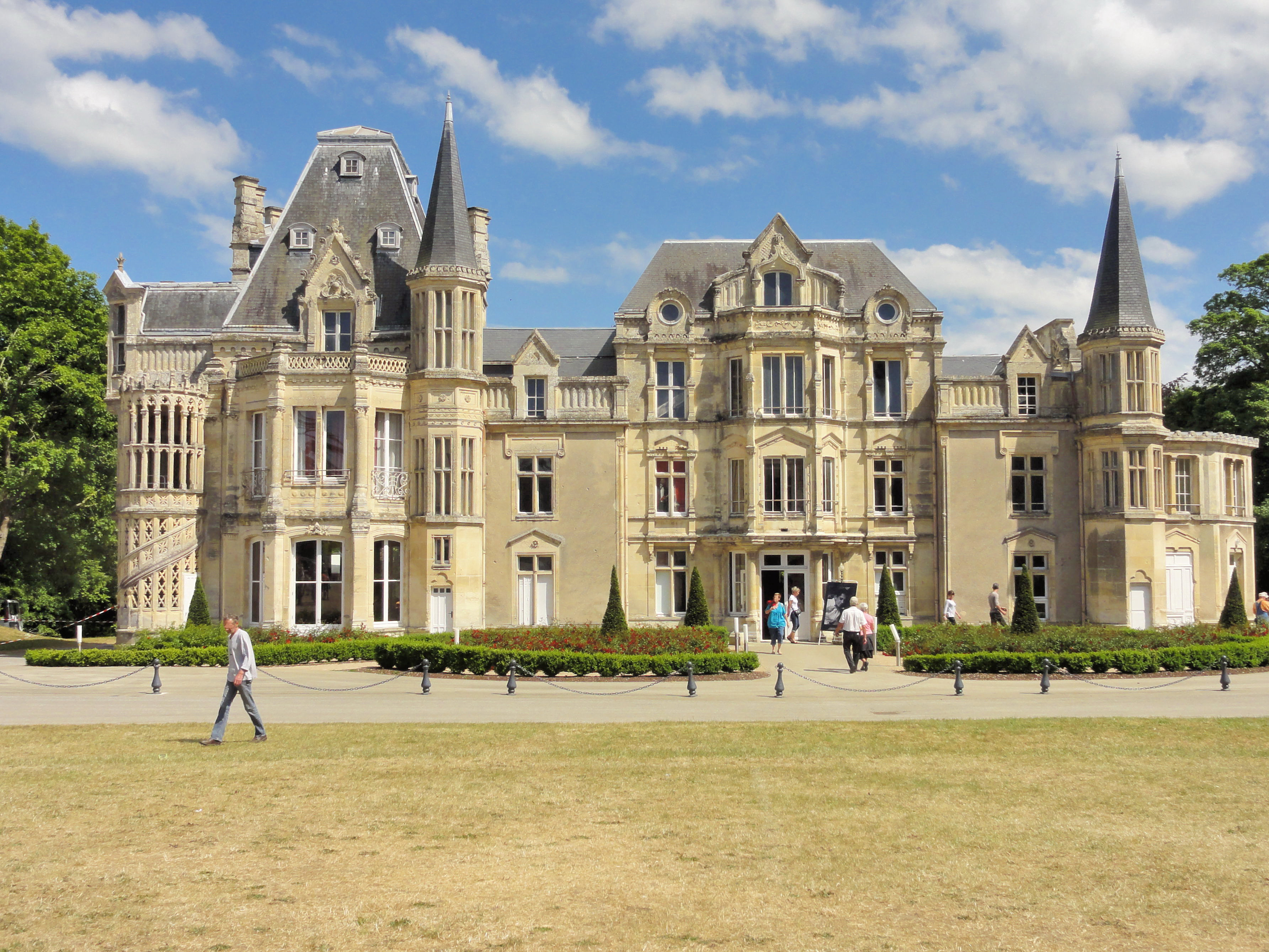
Шато де Борегар
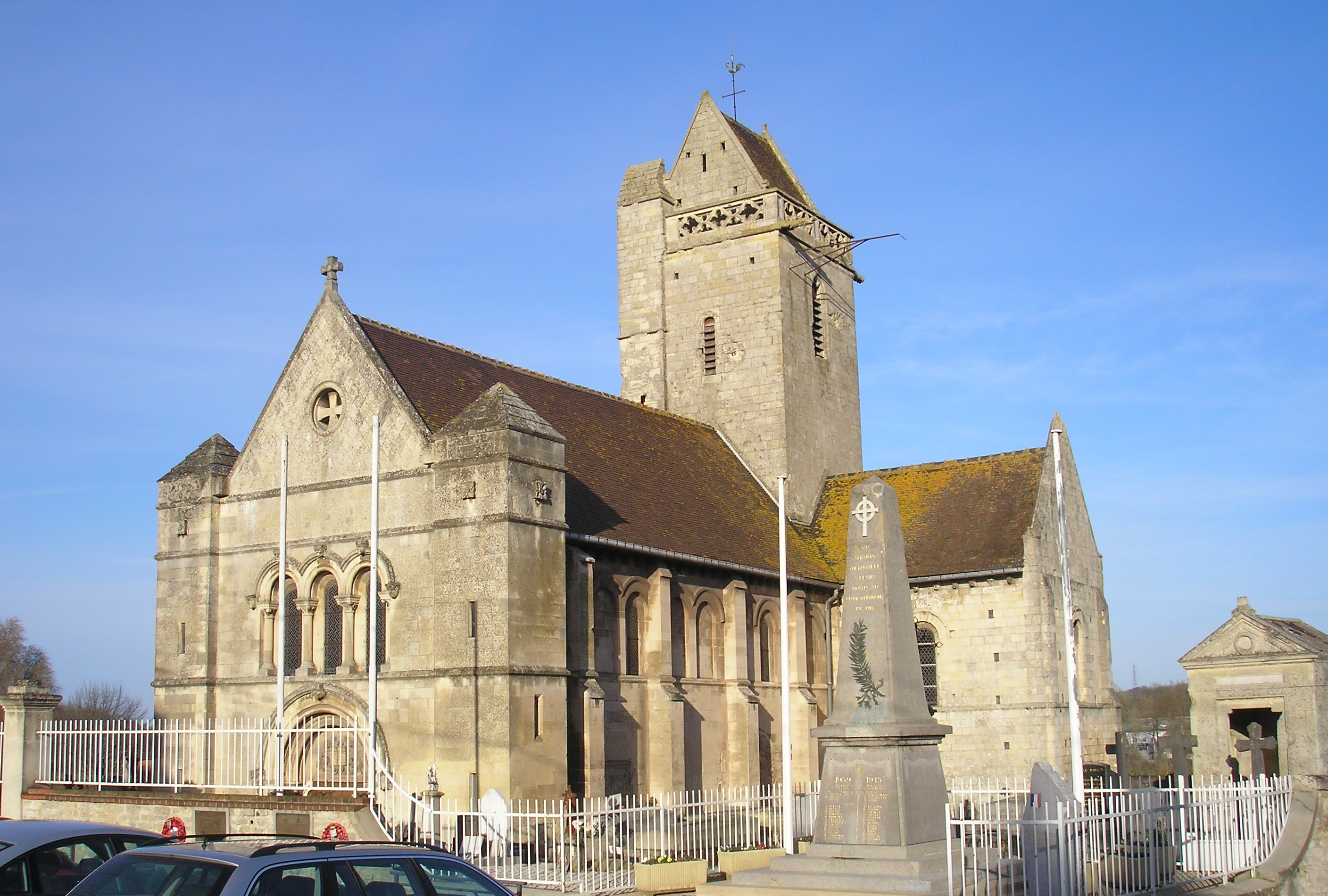
Церковь Сен-Клер
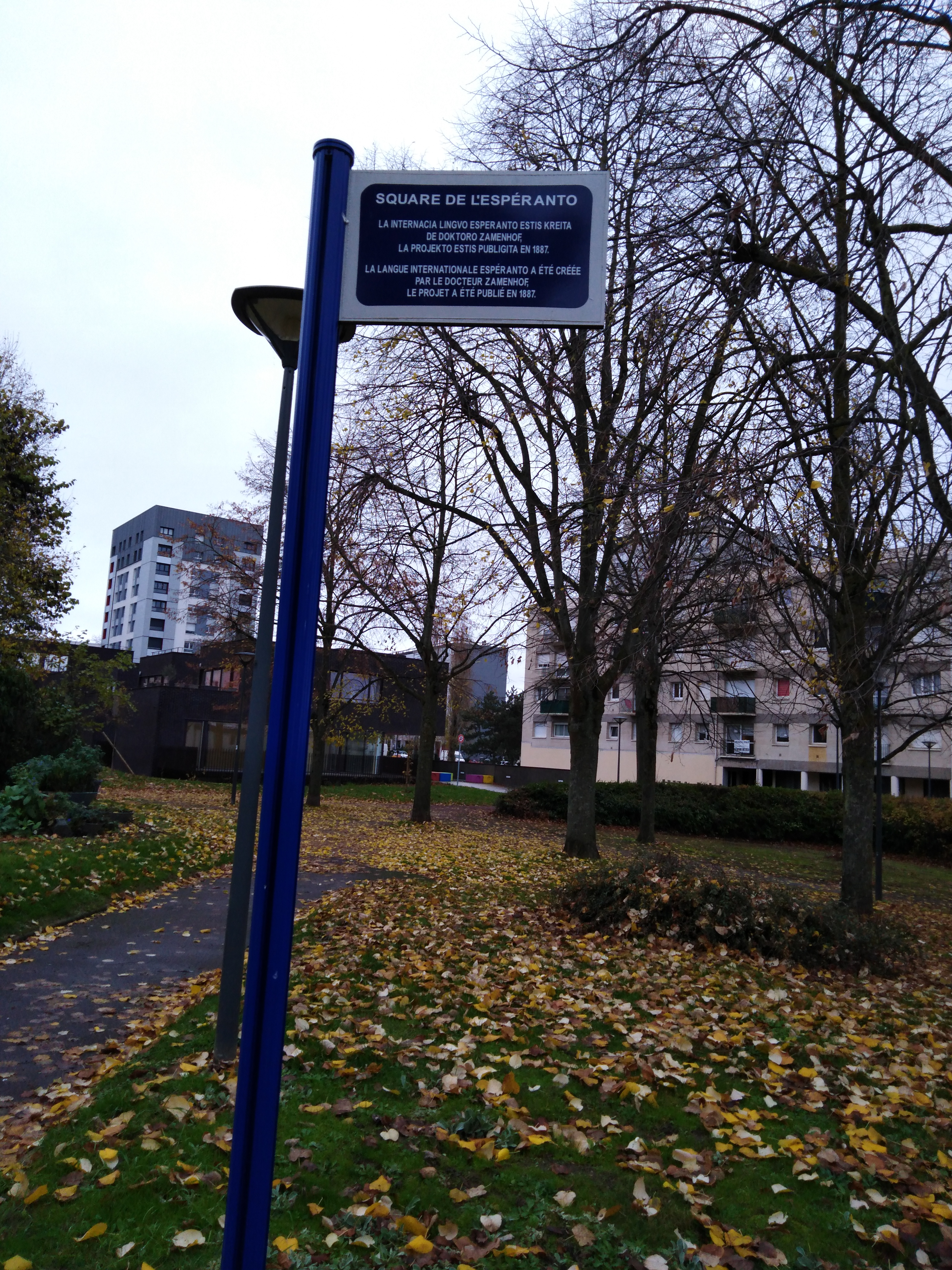
Сквер Эсперанто

1. 1 2  база данных о французских коммунах — Национальный географический институт Франции, 2015.
2. ↑  https://data.geopf.fr/telechargement/download/GEOFLA/GEOFLA_2-2_COMMUNE_SHP_LAMB93_FXX_2016-06-28/GEOFLA_2-2_COMMUNE_SHP_LAMB93_FXX_2016-06-28.7z — 2016.